# 西南非洲
西南非洲是納米比亞共和國在1915年至1990年間的正式名稱，期間由南非管治，並實行種族隔離制度。西南非洲與安哥拉（1975年前為葡屬安哥拉）、贊比亞（1964年前為北羅德西亞）、博茨瓦納（1966年前為贝专纳保护国）和南非接壤。
此地前身為德属西南非洲，德國在第一次世界大戰戰敗後西南非洲成為國際聯盟託管地，由南非聯邦管理。1966年，聯合國撤銷了南非對西南非洲的管治權，但南非仍然繼續佔領當地。從1915年到1978年，西南非洲由南非直接管理，隨後南非政府給予西南非洲有限的自治權。1985年，西南非洲的民族團結政府成立，1990年3月21日，納米比亞獨立。

## 德国殖民地时期
西南非洲在1884年成为德國殖民地，即德属西南非洲。德国在管理领土时遭遇了很多困难，发生了多次起义。1878年，鲸湾港和企鵝群島被英国吞併，兩地在1884年成为開普殖民地的一部分。1910年随着南非联邦成立，鲸湾港成为开普省的一部分。
作为《1890年黑尔戈兰─桑给巴尔条约》的条款，贝专纳北部边境的一条狭长领土划给德属西南非洲，一直延伸到赞比西河。它以德国总理列奥·冯·卡普里维的名字命名被成为卡普里维地带。

## 南非統治时期

### 託管時期
1915年，在第一次世界大戰西南非洲戰役中，德屬西南非洲被南非聯邦佔領，戰後根據凡尔赛条约成為國際聯盟第三等託管地，由南非管轄。從1922年期，鯨灣港也被南非視為託管領土的一部分來管理。直至第二次世界大战爆發，國際聯盟崩潰，西南非洲仍為國際聯盟託管地。
二戰結束後，西南非應當成為联合国托管领土，但時任南非总理扬·史末资反對把西南非交給聯合國，並打算讓其成為南非的第五個省，但未有實行。1949年，西南非的白人獲得了在南非议会的代表權，西南非在參議院和眾議院分別獲得四個和六個議席。。
西南非的白人主要為阿非利卡人和德裔西南非人，他們普遍支持執政黨國民黨，西南非在議會的所有議席均由國民黨控制同時，南非的種族隔離制度也在西南非實施。
国际法院在1950年裁定南非沒有義務把西南非轉為聯合國託管領土，西南非仍為國際聯盟託管並由南非管轄，由联合国大会監督，聯合國大會設立西南非洲問題委員會行使監督職能。
1955年，國際法院發布諮詢意見，表示大會在解決有關西南非的問題時無需遵循國際聯盟的投票程序。1956年，國際法院裁定該委員會有權允許託管地的請願者舉行聽證會。1960年，埃塞俄比亞和利比里亚在國際法院起訴南非，指控南非沒有履行其義務，但兩國沒有成功。

### 佔領時期
1960年，爭取西南非獨立的西南非洲人民組織成立。
1966年10月27日，聯合國大會通過第2145（XXI）號決議，宣布終止南非對西南非的託管，南非無權繼續管治西南非。然而，南非仍然繼續控制西南非。1971年，國際法院發表諮詢意見，表示南非有義務撤出納米比亞，聯合國的所有成員國也應拒絕承認南非代表納米比亞採取的任何行為正當。
1968年6月12日，聯合國大會通過第2372（XXII）號決議，把西南非改名為納米比亞。聯合國大會也承認西南非洲人民組織為納米比亞人民的唯一真正代表。
1977年，南非把鲸湾港併入開普省，鲸湾港因此成為開普省的飛地。

### 班圖斯坦
1968年起，南非在西南非設立了10個班圖斯坦，以便推行種族隔離。